# کنراد مایر
کنراد مایر (آلمانی: Konrad Meyer؛ ‏ ۱۵ مهٔ ۱۹۰۱ – ۲۵ آوریل ۱۹۷۳) متخصص کشاورزی، پژوهشگر، نویسنده، سیاستمدار و اس‌اس-اوبرفورر اهل آلمان بود.
علت شهرت او، مشارکت‌هایش در زمینه طرح جامع برای شرق است.
وی فرزند یک معلم مدرسه و دانش‌آموختهٔ رشتهٔ زراعت و کشاورزی در دانشگاه گوتینگن بود و دکترای خود را در این رشته در سال ۱۹۲۶ دریافت داشت و در سال ۱۹۳۰ به درجهٔ شایستگی علمی رسید. وی در سال ۱۹۳۴ به مقام استادی دانشگاه ینا و دانشگاه هومبولت برلین دست یافت و مشاور وزارت فدرال آموزش و پژوهش شد. مایر یکی از متخصصان برجستهٔ کشاورزی و آمایش سرزمین در دوران آلمان نازی بود و سردبیری چند ژورنال علمی را در این زمینه به عهده داشت.
وی در ۱ فوریهٔ ۱۹۳۲ به حزب ناسیونال سوسیالیست کارگران آلمان (با شماره عضویت ۹۰۸٬۴۷۱) و در ۲۰ ژوئن ۱۹۳۳ به اس‌اس (با شماره عضویت ۷۴٬۶۹۵) پیوست. سپس در سال ۱۹۳۵ به استخدام اداره اصلی نژاد و اسکان اس‌اس درآمد و در سال ۱۹۳۹ رئیس ادارهٔ طرح و برنامه‌ریزی در «کمیسیون رایش برای تحکیم ملت آلمان» شد که ریاستش را هاینریش هیملر به عهده داشت. در اوایل سال ۱۹۴۰، اداره اصلی امنیت رایش با کمک مایر طرح جامع برای شرق را پی‌ریزی کرد تا ناحیه شرق اروپا را آلمانی‌سازی کنند.
پس از جنگ او در دادگاهی به جرم عضویت در سازمان جنایتکار اس‌اس محکوم شد، اما از اتهام‌های جنایت جنگی و جنایات علیه بشریت تبرئه شد. وی در سال ۱۹۴۸ از زندان آزاد و در سال ۱۹۵۶ استاد رشتهٔ کشاورزی دانشگاه هانوفر شد و تا زمان بازنشستگی در سال ۱۹۶۴ در آنجا ماند.